# První búrská válka
První búrská válka probíhala na území Transvaalu mezi 16. prosincem 1880 a 23. březnem 1881 na území dnešní Jihoafrické republiky. Šlo o první střet mezi Spojeným královstvím a Transvaalskou republikou.

## Počátky

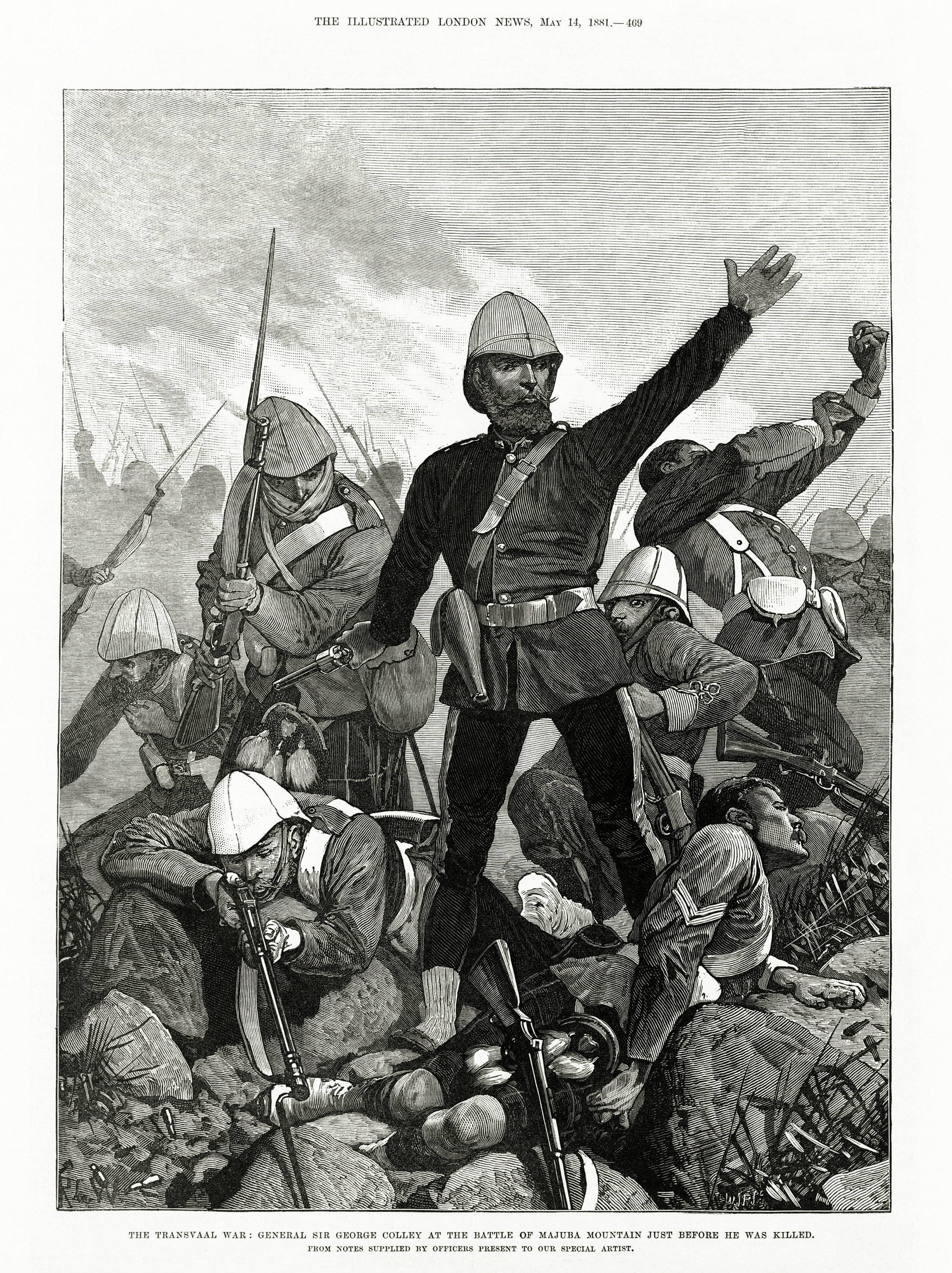
George Pomeroy Colley v bitvě o Majuba Hill krátce předtím než byl zabit

V roce 1815 v důsledku dohod vídeňského kongresu připadla bývalá nizozemská kolonie na jižním cípu Afriky do vlastnictví Britů. Búrové, kteří zde žili, byli od nynějška systematicky vyháněni anglickými osadníky. V jejich neprospěch britské koloniální úřady prosadily zrušení otroctví (1834), zavedly angličtinu jako jediný oficiální jazyk, stejně jako zásadu, že nové oblasti se budou osidlovat pouze po obdržení souhlasu správy kolonie.